# Lepidodactylus lombocensis
Lepidodactylus lombocensis es una especie de gecos de la familia Gekkonidae.

## Distribución geográfica
Es endémica de Lombok (Indonesia).